# Pierre Albert Castanet
Pierre Albert Castanet (* 20. Februar 1956 in Harnes) ist ein französischer Musikwissenschaftler und Komponist.

## Leben
Castanet war zunächst Bandleader einer Big Band und leitete ein Ensemble für Neue Musik. Er wurde 1992 in Musikwissenschaft bei Jean-Michel Vaccaro an der Université François Rabelais de Tours/École normale supérieure de Paris über den französischen Komponisten Hugues Dufourt promoviert.
Danach lehrte im Rahmen eines von der École des Hautes Études en Sciences Sociales, der Sorbonne, des IRCAM und des CNRS in Paris angebotenen Doktorandenprogramms zur Musikwissenschaft des 20. Jahrhunderts sowie Analyse am Conservatoire national supérieur de musique et de danse de Paris. 2004 wurde er Conférencier in der Cité de la musique/Philharmonie de Paris. Derzeit ist er am Pariser Konservatorium Professeur associé und bekleidet eine Professur am Départements de musicologie der Université de Rouen. In Rouen betreute er mehrere Dissertationen. Ferner leitet er das Département des métiers de la culture (CMOPC) und ist Präsident des Centre international de recherches en esthétique musicale (CIREM), dessen Zeitschrift Les Cahiers du CIREM er 1986 begründete. Auch ist er an der Universität Mitglied des Centre Iannis Xenakis.
Er hat sich auf zeitgenössische Musik spezialisiert und veröffentlichte Beiträge u. a. zu Roland Auzet, Luc Ferrari, Michaël Levinas, Alain Louvier, Ivo Malec, Laurent Martin, Gilles Racot, Jean-Claude Risset und Giacinto Scelsi. Castanet, der selbst Preisträger des Coup de Cœur ist, gehört derzeit den Kommissionen Musique Classique und Musique Contemporaine der Académie Charles-Cros in Paris an. Im Jahr 2000 wurde er für die Publikation Tout est bruit pour qui a peur (1999) mit dem Grand Prix des Muses ausgezeichnet. Catanet ist zudem Leiter von Musiksammlungen wie Silences der Éditions Michel de Maule in Paris.
Im Jahr 2015 wurde er Mitglied der Académie des sciences, belles-lettres et arts de Rouen.
Außerdem tritt er als Komponist eigener Werke (Orchester- und Kammermusik u. a.) in Erscheinung.

## Schriften (Auswahl)
- Hrsg. mit Nicola Cisternino: Giacinto Scelsi: viaggio al centro del suono. Luna Editore, La Spezia 1993 (mit einem Vorwort von John Cage).
- Hugues Dufourt, 25 ans de musique contemporaine. Michel de Maule, Paris 1995, ISBN 2-87623-046-1.
- Tout est bruit pour qui a peur: pour une histoire sociale du son sale. Michel de Maule, Paris 1999, ISBN 2-87623-079-8.
- Louvier… les claviers de lumière. Millénaire III, Lillebonne 2002 (mit einem Vorwort von Henri Dutilleux).
- Hrsg. mit Danielle Cohen-Levinas: Michael Levinas: Le Compositeur trouvère. Écrits et entretiens (1982–2002). L’Harmattan, Paris 2002, ISBN 2-7475-2816-2.
- Instantanés, douze regards sur la musique, suivis de „Les cohérences aventureuses de la pensée et de la musique de Francis Bayer“. Millénaire III, Lillebonne 2003.
- Dominique Lemaître: L’Instant et l’éternité. Cig’Art Edition, Paris 2005 (mit einem Vorwort von Daniel Kawka).
- Hrsg. mit Nicole de Mourgues: Les métiers de la culture. [Actes du colloque du 16 janvier 2004]. Millénaire III, Lillebonne 2005 (mit einem Vorwort von Françoise Benhamou).
- Hg.: Giacinto Scelsi, aujourd’hui. [Actes des journées européennes d'études musicales consacrées à Giacinto Scelsi (1905–1988), Paris, Cdmc, 12–18 janvier 2005]. Cdmc – Centre de documentation de la musique contemporaine, Paris 2008, ISBN 978-2-916738-01-7.
- Quand le sonore cherche noise. Pour une philosophie du bruit. Michel de Maule, Paris 2008 (mit einem Vorwort von Daniel Charles).
- Mit Frédéric Cousinié, Philippe Fontaine: L’Impressionnisme, les arts, la fluidité. Presses universitaires de Rouen et du Havre, Mont Saint Aignan 2013, ISBN 978-2-87775-556-6.
- Mit Sharon Kanach: Xenakis et les arts. Les Cahiers de l’Ecole nationale supérieure d’architecture de Normandie Recherche, Éditions Point de vues, Rouen 2014, ISBN 978-2-37195-000-9.
- Hrsg. mit Patrick Otto: L’improvisation musicale collective (L’univers esthétique). L’Harmattan, Paris 2016, ISBN 978-2-343-07966-0.
- Mit Juliette Boisnel: Frank Zappa: l'un et le multiple (Changer d'époque. Nr. 29). Presses universitaires de Rouen et du Havre, Mont Saint Aignan 2017, ISBN 979-10-240-0763-2 (mit einem Vorwort von Bertrand Chamayou und einem Nachwort von Henning Lohner).
- Thierry Alla …un musicien à la conquête du timbre. Ed. Delatour France, Sampzon 2017, ISBN 978-2-7521-0346-8 (mit einem Vorwort von Roger Tessier und einem Nachwort von Marie-Bernadette Charrier).
- A la recherche du temps suspendu. À propos de la la musique de Dominique Lemaître au XXIe siècle. Éditions Aedam Musicae, Château-Gontier 2018, ISBN 978-2-919046-56-0.